# مفارقة جيبس
في الميكانيكا الإحصائية، يؤدي الاشتقاق شبه الكلاسيكي للإنتروبيا الذي لا يأخذ في الاعتبار عدم القدرة على التمييز بين الجسيمات إلى تعبير عن الإنتروبيا غير شمولي (غير متناسب مع كمية المادة المعنية). يؤدي هذا إلى مفارقة تُعرف باسم مفارقة جيبس،  على اسم جوشيا ويلارد جيبس، الذي اقترح هذه التجربة الفكرية في عامي 1874 و1875. تسمح المفارقة بانخفاض إنتروبيا الأنظمة المغلقة، مما ينتهك القانون الثاني للديناميكا الحرارية. هناك مفارقة ذات صلة وهي "مفارقة الخلط". إذا اتخذ المرء منظورًا مفاده أنه يجب تغيير تعريف الإنتروبيا لتجاهل تبديل الجسيمات، في الحد الديناميكي الحراري، يتم تجنب المفارقة.

## للاستزادة
- Chih-Yuan Tseng & Ariel Caticha (2001). "Yet another resolution of the Gibbs paradox: an information theory approach". في R. L. Fry (المحرر). Bayesian Inference and Maximum Entropy Methods in Science and Engineering. AIP Conference Proceedings. ج. 617. ص. 331. arXiv:cond-mat/0109324. DOI:10.1063/1.1477057.
- Dieks، Dennis (2011). "The Gibbs Paradox Revisited". في Dennis Dieks؛ Wenceslao J. Gonzalez؛ Stephan Hartmann؛ Thomas Uebel؛ Marcel Weber (المحررون). Explanation, Prediction, and Confirmation. The Philosophy of Science in a European Perspective. ص. 367–377. arXiv:1003.0179. DOI:10.1007/978-94-007-1180-8_25. ISBN:978-94-007-1179-2. S2CID:118395415.

## مصادة خارجية
- Gibbs paradox and its resolutions – varied collected papers